# Kim Un-guk
Kim Un-Guk es un halterófilo norcoreano, que compite en la prueba de 62 kg de peso.
En los Juegos Olímpicos de Londres 2012 consiguió la medalla de oro en el evento de 62 kg, estableciendo una nueva plusmarca mundial con el total de 327 kg. En el ejercicio que le valió el récord y el título olímpico, también logró el récord olímpico en arrancada, levantando 153 kg. Por otra parte, es conocido también por su descomunal musculatura para pesar tan solo 62 kg y medir 1.58 m.